# سوزان سنايدر
سوزان سنايدر (بالإنجليزية: Suzanne Snyder)‏ هي ممثلة أمريكية، ولدت في 22 أكتوبر 1962 ببارك ريدج في الولايات المتحدة.

## الأعمال

### أفلام
- علم عجيب (1985)

## روابط خارجية
- سوزان سنايدر على موقع IMDb (الإنجليزية)
- سوزان سنايدر على موقع ألو سيني (الفرنسية)
- سوزان سنايدر على موقع أول موفي (الإنجليزية)
- سوزان سنايدر على موقع قاعدة بيانات الفيلم (الإنجليزية)
- سوزان سنايدر على موقع كينوبويسك (الروسية)